# Schickenberg
Schickenberg war eine Ortschaft im Wuppertaler Stadtbezirk Vohwinkel, Wohnquartier Schöller-Dornap. Mitte der 1960er Jahre wurde der Ort bei der Erweiterung des Kalksteinbruchs Grube Schickenberg abgetragen. Heute befindet sich an der Siedlungsstelle eine tiefe Grube.

## Lage und Beschreibung
Schickenberg lag im Norden Vohwinkels in der Nähe der Stadtgrenze zu Wülfrath. Benachbarte Orte sind Saurenhaus, Bück, Wieden, Kirchenfeld, Kirchenhöhe, Voisberg, Düsselerhöhe, Jammerhörnchen, Sandfeld, Schloss Lüntenbeck, Schliepershäuschen und Oberst, sowie die ebenfalls abgegangenen Ortslagen Voßbeck, Steinberg, Fredenschickenberg, Gruitingschickenberg und Drischkid. Der Ort bestand aus den unmittelbar benachbarten Wohnplätzen Oberer und Unterer Schickenberg.

## Geschichte
Der Ort ging aus einem Hof hervor, der bereits im Jahr 1150 in den Rheinischen Urbaren urkundlich erwähnt wurde, dann wieder 1400. 1475 ist die Zugehörigkeit des Hofs zur Honschaft und dem Kirchspiel Sonnborn im bergischen Amt Solingen beurkundet. Es ist nicht bekannt, welchem Höfeverband Schickenberg angehörte. Auf der Topographia Ducatus Montani des Erich Philipp Ploennies aus dem Jahre 1715 ist der Hof Schickenb verzeichnet und ist dort mit dem Symbol für zwei getrennte Güter versehen.
1677 wurde aus steuerlichen Gründen ein Vermessungsverzeichnis der Honschaft Sonnborn angefertigt. Dort werden drei getrennte Schickenberger Güter - Oberschickenberg, Unterschickenberg und Schmidt Schickenberg - angegeben, die zusammen umgerechnet 27 Ha und 53,94 Ar Fläche besaßen (15 Ha, 7,4 Ha und fast 5 Ha). Die Fläche ist fast gleich mit der Katasteraufnahme der Gemarkung Sonnborn aus dem Jahr 1830, die für die Schickenberger Höfe umgerechnet 28 Ha und 7,69 Ar angibt.
Schickenberg lag im 19. Jahrhundert in der 1867 von der Bürgermeisterei Haan abgespalteten Gemeinde Sonnborn, die 1888 unter Gebietsabtretungen an die Stadt Elberfeld in Gemeinde Vohwinkel umbenannt wurde. Laut dem Gemeindelexikon des Königreichs Preußen besaß Schickenberg 1888 sechs Häuser und 48 Einwohner.
Mit der Gründung Wuppertals 1929 kam Schickenberg im Rahmen eines Gebietstauschs zunächst von Vohwinkel zu Wülfrath, fand dann 1974 bei der letzten großen Kommunalreform Aufnahme in das Wuppertaler Stadtgebiet. 
Ende des 19. Jahrhunderts begann der industrielle Abbau des devonischen Massenkalks im Bereich Dornap, dem Schickenberg schließlich Mitte der 1960er Jahre zum Opfer fiel.